# Mormès
Mormès är en kommun i departementet Gers i regionen Occitanien i sydvästra Frankrike. Kommunen ligger i kantonen Nogaro som tillhör arrondissementet Condom. År 2022 hade Mormès 108 invånare.

## Befolkningsutveckling
Antalet invånare i kommunen Mormès
Referens:INSEE